# Tournefortia obtusiflora
Tournefortia obtusiflora är en strävbladig växtart som beskrevs av George Bentham. Tournefortia obtusiflora ingår i släktet Tournefortia och familjen strävbladiga växter. Inga underarter finns listade i Catalogue of Life.